# FR-4
FR-4 (o FR4, acrònim de flame retardant 4) és la designació assignada a una làmina formada per fibra de vidre trenada, resines d'epoxy i brom. El material FR4 s'empra per a fabricar circuits impresos i té la propietat de ser ignífug (resistent a flama). FR4 segueix l'estàndard UL94V-0 i va ser creada per la NEMA l'any 1968.

## Propietats
| Paràmetre                              | Valor                                   |
| -------------------------------------- | --------------------------------------- |
| Gravetat/densitat específica           | 1.850 g/cm³ (3,118 lb/cu yd)            |
| Absorció d'aigua                       | −0.125 in < 0.10%                       |
| Index de Temperatura                   | 140 °C (284 °F)                         |
| Conductivitat tèrmica, a través        | 0.29 W/(m·K), 0.343 W/(m·K)             |
| Conductivitat tèrmica, en un pla       | 0.81 W/(m·K), 1.059 W/(m·K)             |
| Duresa Rockwell                        | 110 M scale                             |
| Rigidesa Bond                          | > 1,000 kg (2,200 lb)                   |
| Rigidesa Flexural (A; 0.125 in) - LW   | > 415 MPa (60,200 psi)                  |
| Rigidesa Flexural (A; 0.125 in) - CW   | > 345 MPa (50,000 psi)                  |
| Trencament Dielèctric (A)              | > 50 kV                                 |
| Trencament Dielèctric (D48/50)         | > 50 kV                                 |
| Rigidesa dielèctrica                   | 20 MV/m                                 |
| Permitivitat relativa (A)              | 4.4                                     |
| Permitivitat relativa (D24/23)         | 4.4                                     |
| Factor de Dissipació (A)               | 0.017                                   |
| Factor de Dissipació (D24/23)          | 0.018                                   |
| Dielectric constant permittivity       | 4.70 màx., 4.35 @ 500 MHz, 4.34 @ 1 GHz |
| Temperatura de transició Tg            | Pot variar, però per damunt de 120 °C   |
| Mòdul de Young - LW                    | 3.5×10⁶ psi (24 GPa)                    |
| Mòdul de Young - CW                    | 3.0×10⁶ psi (21 GPa)                    |
| Coefficient d'expansió tèrmica - eix x | 1.4×10−5 K−1                            |
| Coefficient d'expansió tèrmica - eix y | 1.2×10−5 K−1                            |
| Coefficient d'expansió tèrmica - eix z | 7.0×10−5 K−1                            |
| Coeficient de Poisson - LW             | 0.136                                   |
| Coeficient de Poisson - CW             | 0.118                                   |
| LW velocitat del so                    | 3602 m/s                                |
| SW velocitat del so                    | 3369 m/s                                |
| LW impedància acústica                 | 6.64 MRayl                              |
| Adherència del Cu                      | 2 N/mm                                  |
| Resistència elèctrica superficial      | 1011 Ohm                                |
| Formació de fuites elèctriques         | 175-200 CTI                             |

on: LW=tot al llarg CW=en diagonal PF=perpendicular a la cara